# Unciaal 058
Unciaal 058 (Gregory-Aland), ε 010 (von Soden), is een van de Bijbelse handschriften. Het dateert uit de 4e eeuw en is geschreven met hoofdletters (uncialen) op perkament.

## Beschrijving
Het bevat de tekst van de Evangelie volgens Matteüs (18,18-19.22-23.25-26.28-29). De gehele Codex bestaat uit 1 blade (19 x 13 cm) en werd geschreven in twee kolommen per pagina, 26 regels per pagina.
De Codex geeft de gemengde tekst weer. Kurt Aland plaatste de codex in Categorie III.

## Tekst
18,18
ΕΠ[ι της γης ε]
ΣΤΑΙΔ[εδεμε]
ΝΑΕΝΤ[ω ουρα]
ΝΩ ΚΑΙ ΟΣΛ [..]
ΛΥΣΑΤΕΠΙΤΗΣ
[γ]ΕΣΕΣΤΑΙΛΕΛΥ
[μ]εναεντωου
[ρ]ΑΝΩ
18,22
ΚΙΣΑ[λ]Λ[α εως εβδο]
[α]ΜΙΝΑΜΗΝΑΕ
ΜΗΚ[ο]ΝΤΛ[κις ε]
[γ]ΩΥΜΙΝΟΤΙ
ΠΤΛ
ΔΙΑΤ[ου]
ΕΑΝΔΥΟΕΞΥΜΩ
ΤΟΟΜΟΙΩΟ[η]ΗΒ[α]
18:19 ΣΥΜΦΩΝΗΣΩ
18,28
[οφειλε]ΝΑΥ
[τω εκατον δ]ΗΝΑΠΙΑ
[και κρ[ΑΤΗΣΑΣ
[α]υτονεπνι
ΓΕΝΑΕΓΩΝΑ
ΠΟΔΟΣΕΠΕ[ων]
18,25
[αποδοθη]ΝΑΙ                       ΦΕΙΛΕΙΣΠΕΣ[ων]
18:26 [πεσων]ΟΥΝΟΔΥ         ΟΥΝΟΣΥΝΔΟ[υ]
[λος]ΠΡΟΣΕΚΥΝΕΙ               18:29 ΛΟΣΑΥΤΟΥΠΑ
α]ΥΤΩΛΕΓΩΝΚΕ                   ΡΕΚΑΛΕΙ ΑΥΤ[ον]
ΜΑΚΡΟΘΥΜΗΣΟ                 ΛΕΓΩΝΜΑΚΡ[ο]
[ε]ΠΕΜΕΚΑΙΠΑΝ                   ΘΥΜΕΣΟΝΕΠΕ

## Geschiedenis
Het handschrift werd onderzocht door Karl Wessely (1900), Joseph Karabacek, en Gregory (1887).
Het handschrift bevindt zich in de Österreichische Nationalbibliothek (Pap. G. 39782) in Wenen.